# Hawaiian Paradise Park
Hawaiian Paradise Park ist ein Census-designated place (CDP) im US-Bundesstaat Hawaii. Er liegt 27 km südöstlich von Hilo und  ist mit einer Fläche von 40,4 km² die zweitgrößte privat errichtete Wohnsiedlung der USA. HPP ist mit rund 15.000 Einwohnern die drittgrößte Stadt der Insel Hawaii.

## Geschichte
Das mit reichlichen Wasserreservoirs ausgestattete Land wurde von der Shipman Ranch als Viehweide genutzt, bis ein Immobilienentwickler, David Watumull, und Herbert Shipman 1958 einen Tausch vornahmen. Für die rund 40.000.000 m² Agrarland erhielt er ein 1928 m² großes Grundstück im Stadtzentrum von Honolulu einschließlich des darauf befindlichen dreigeschossigen Bürogebäudes. Watumull teilte das Land in 8835 Parzellen von jeweils meist einem Acre (4047 m²) auf – obwohl das Land als Agrarland klassifiziert ist, darf nach dem Gesetz in Hawaii auf jeder Parzelle ein Wohngebäude errichtet werden. Anschließend versuchte Watumull, sie an Immobilienmakler in New York zu veräußern, blieb jedoch erfolglos. Daraufhin begann er selbst, die Grundstücke für 795 bis 895 US-Dollar durch Werbeanzeigen in Zeitungen landesweit zu vermarkten. Nun standen Menschenmengen in New York Schlange, um das Land zu kaufen. Viele Käufer auf dem Festland erwarben die Grundstücke ungesehen. 1960 waren bereits 80 % der Parzellen verkauft. 1967 fanden auch die letzten Grundstücke einen Käufer, deren Preis jedoch auf 1995 US-Dollar gestiegen war. Zunächst waren die privat von Watumull gebauten Straßen lediglich mit rotem Kiesel befestigt. Der Hausbau ging nur langsam voran. 1960 war erst ein Haus errichtet, 1965 zehn Häuser, 1970 einhundert. 1977 mussten nach einem Gerichtsbeschluss alle Straßen der Siedlung geteert werden. 1978 wurde die erste Schule im Ort gegründet, eine Waldorfschule.

## Demographie
Der US Census 2020 ergab 14.957 Einwohner, die sich zusammensetzten aus: 35,9 % Weiße, 26,7 % Asiaten, 23,2 % gemischtrassig, 10,5 % Hawaiianer und andere Pazifikbewohner und 9,7 % Hispanics. Das mittlere jährliche Haushaltseinkommen betrug 54.870 US-Dollar. Fast alle Parzellen der Siedlung gehören den individuellen Bewohnern.

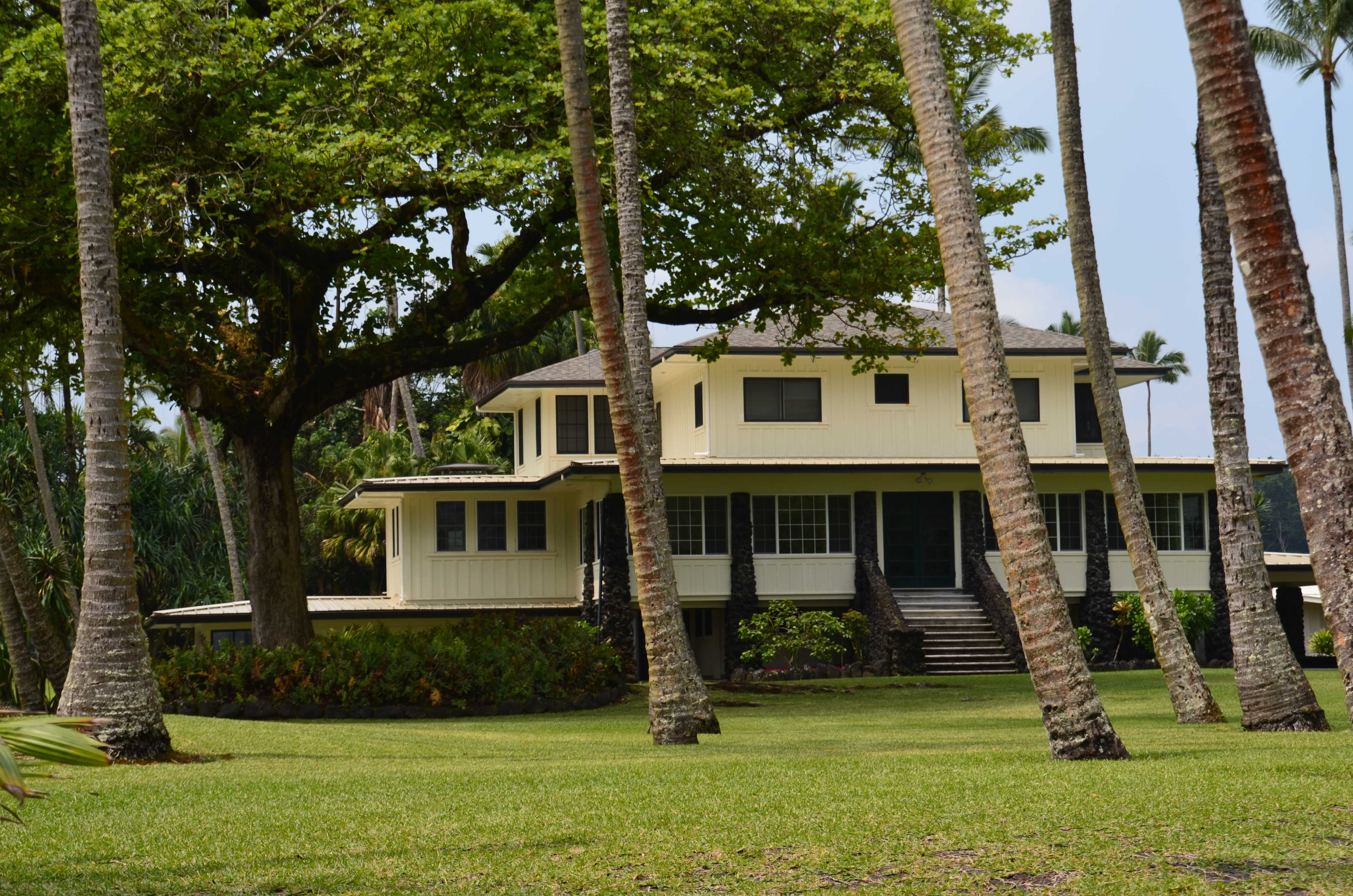
Haus am Shipman Beach, gebaut 1904 von W. H. Shipman

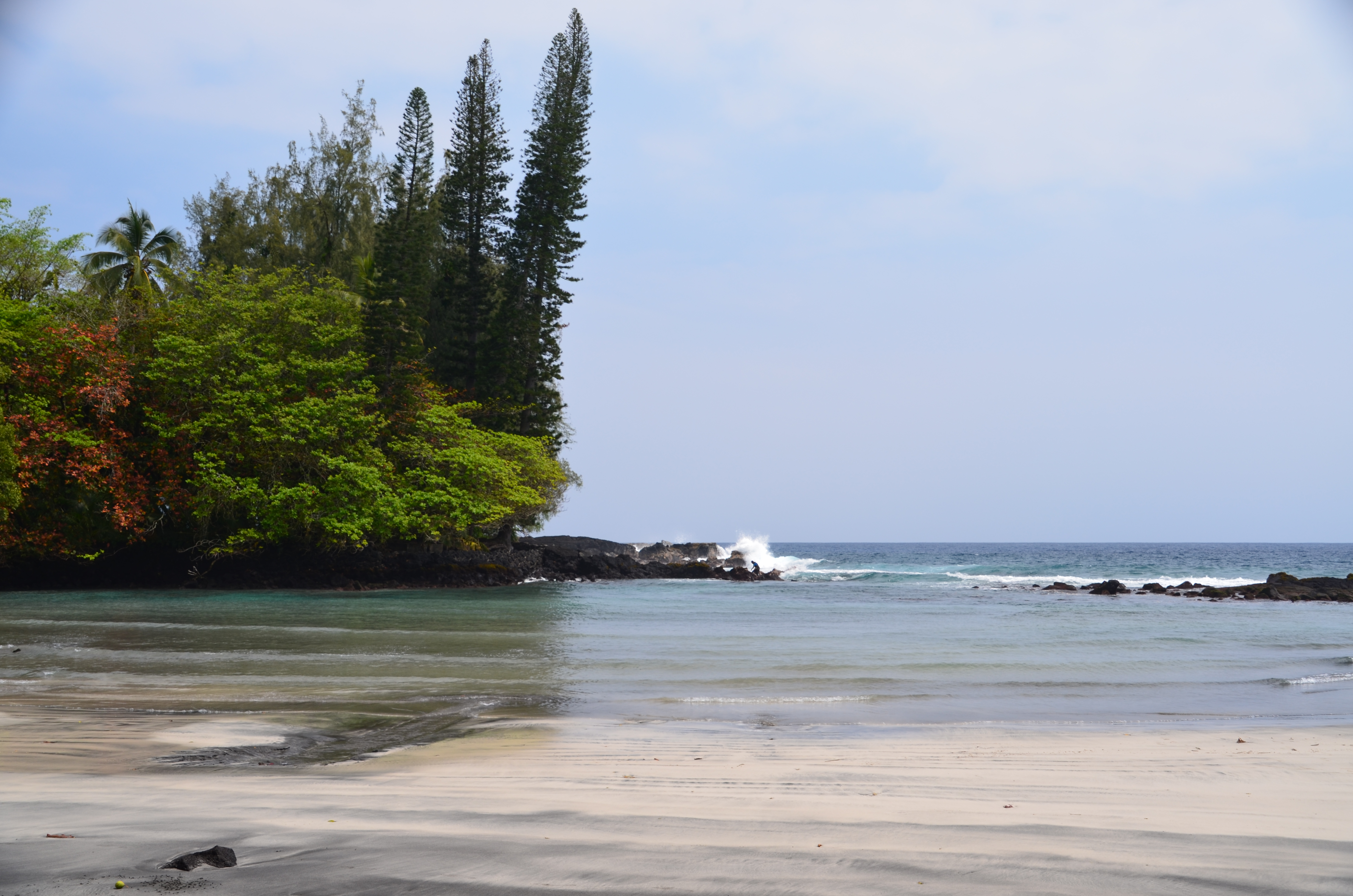
Shipman Beach – der einzige weiße Sandstrand im Puna-Distrikt – ist nur durch eine 90-Minuten-Wanderung von Hawaiian Paradise Park zu erreichen

### Einwohnerentwicklung
Die Einwohnerzahl stieg 1990–2000 um 108 %, 2000–2010 um 61 % und 2010–2020 um 33 %.
| Jahr | Einwohner |
| ---- | --------- |
| 1990 | 3389      |
| 2000 | 7051      |
| 2010 | 11.404    |
| 2020 | 14.957    |

## Infrastruktur
Das gitterförmige Straßennetz im Ort weist eine Länge von 210 km auf. Über einen Wasseranschluss verfügen nur die Grundstücke, die an den Highway 130 grenzen, sowie die Feuerwehrstation. Die Hauptwasserquelle der meisten Haushalte ist das Sammeln von Regenwasser in großen Tanks. Es gibt einige gebohrte Brunnen, die Wasserader liegt auf Meereshöhe. Die meisten Grundstücke werden mit Strom durch den Stromversorger HELCO versorgt. Andere nutzen alternative Energiequellen. Die einzige Schule im Ort ist die Mālamalama Waldorf School. Öffentliche Schulen, Tankstellen, Supermärkte und das Postamt befinden sich in den angrenzenden CDPs.

## Klima
|                        | Jan  | Feb  | Mär  | Apr  | Mai  | Jun  | Jul  | Aug  | Sep  | Okt  | Nov  | Dez  |   |      |
| Mittl. Temperatur (°C) | 20,4 | 20,3 | 20,5 | 20,9 | 21,7 | 22,2 | 22,8 | 23,1 | 23,1 | 22,8 | 21,9 | 20,9 | ⌀ | 21,7 |
| Mittl. Tagesmax. (°C)  | 23,1 | 22,9 | 23,1 | 23,4 | 24,3 | 24,7 | 25,4 | 25,6 | 25,7 | 25,3 | 24,4 | 23,4 | ⌀ | 24,3 |
| Mittl. Tagesmin. (°C)  | 18,4 | 18,3 | 18,5 | 18,8 | 19,5 | 20   | 20,6 | 21   | 21   | 20,8 | 20   | 19   | ⌀ | 19,7 |
|                        |      |      |      |      |      |      |      |      |      |      |      |      |   |      |
| Niederschlag (mm)      | 128  | 136  | 176  | 133  | 117  | 102  | 113  | 142  | 105  | 113  | 162  | 167  | Σ | 1594 |
|                        |      |      |      |      |      |      |      |      |      |      |      |      |   |      |
| Sonnenstunden (h/d)    | 6,1  | 6,0  | 5,9  | 6,0  | 6,3  | 6,3  | 6,6  | 6,2  | 6,9  | 6,2  | 5,9  | 5,8  | ⌀ | 6,2  |
|                        |      |      |      |      |      |      |      |      |      |      |      |      |   |      |
| Regentage (d)          | 12   | 12   | 16   | 17   | 17   | 18   | 19   | 18   | 17   | 17   | 16   | 15   | Σ | 194  |
|                        |      |      |      |      |      |      |      |      |      |      |      |      |   |      |
| Luftfeuchtigkeit (%)   | 82   | 81   | 83   | 82   | 82   | 82   | 82   | 83   | 82   | 83   | 84   | 84   | ⌀ | 82,5 |

| 18,4 |

| 18,3 |

| 18,5 |

| 18,8 |

| 19,5 |

| 20 |

| 20,6 |

| 21 |

| 21 |

| 20,8 |

| 20 |

| 19 |

| 18,4 |

| 18,3 |

| 18,5 |

| 18,8 |

| 19,5 |

| 20 |

| 20,6 |

| 21 |

| 21 |

| 20,8 |

| 20 |

| 19 |